# 忿怒雙神
忿怒雙神（レイジングスピリッツ）是位於日本千葉縣東京迪士尼海洋內的一座雲霄飛車。

## 概要
東京迪士尼海洋內的忿怒雙神，是基於巴黎迪士尼樂園內的「印地安納瓊斯與危難魔宮」所設計的類似設施。
巴黎迪士尼樂園原本預計建造與加州迪士尼樂園內「印第安納瓊斯冒險旅程：禁忌之眼魔宮」（Indiana Jones Adventure: Temple of the Forbidden Eye）相似的發聲機動類型遊樂設施，但由於資金方面問題導致預算大幅削減，最後改為建造室外型雲霄飛車「印地安納瓊斯與危難魔宮」。這項設施是由瑞士雲霄飛車大廠Intamin負責設計，並委託日本的三精輸送機公司製造。為了降低運算與施工所需時間，直接使用了既有的雲霄飛車設計方案。設施中有著360度的高速回旋軌道。

## 歷史
位於失落河三角洲區域內的忿怒雙神在2005年7月21日對外開幕，是東京迪士尼海洋營運以來第一個追加興建的遊樂設施，比原本預計的9月開幕提早了兩個月。這也是東京迪士尼度假區內第一座設有360度垂直回旋的雲霄飛車。
由於東京迪士尼海洋內已經有一座以《印地安納瓊斯》系列為主題的設施「印第安納瓊斯冒險旅程：水晶骷髏頭魔宮」，為了避免混淆而將巴黎版本的設施名稱和故事背景刪去，更換為獨自的故事設定。但是在遺跡造景和設施內容等方面與巴黎版本則是幾乎完全相同。設計建造費用總共約花費80億日元。
忿怒雙神在開幕時是東京迪士尼度假區內搭乘身高限制最嚴格的設施。當初原本預計以104公分作為限制標準，但在經過測試運轉後，發現比預想中要有著更激烈的橫向搖晃，因此為了確保安全性，決定提升身高限制至117公分以上、190公分以下。2006年9月時進行了軌道修正工程，減輕了橫向搖晃的幅度。

## 故事背景
位於中美洲的蠻荒叢林內，正進行著遺跡挖掘的活動。遺跡內是火神石像（イクチュラコアトル）和水神石像（アクトゥリクトゥリ）的祭祀地。在挖掘開始的時候，古物復原小組依照神像的站立位置推測，打算進行修復兩座神像的工作。但古文書解讀小組卻發現了復原小組的推測有誤，因此立刻前往現場通知挖掘小組。但到達時發現被觸怒的神像已經讓考古現場被異常現象包圍，四處竄出了火焰和水柱，之後甚至連運輸貨車的軌道都被扭曲。

## 意外事故
2012年5月28日，由於列車在其中一個座位安全固定桿仍未下降時就直接發車，使得坐在該座位的一名男性因感到危險而下車，因為列車已經開始移動，導致該名男性的右腳扭傷。這是東京迪士尼度假區開業以來第一起遊客因遊樂設施後傷的事故。負責營運的Oriental Land公司決定暫時停止忿怒雙神的運行。
之後在同年的6月4日，Oriental Land發表了是因為工作人員操作順序的失誤導致意外發生。此外該公司也對操作手冊提出修訂，並將三名高層人員減薪10%～30%一個月。在確認安全後，忿怒雙神在6月14日重新開放營運。

## 資料來源
1. ↑   (PDF).   [2013-06-18]. （原始内容 (PDF)存档于2012-10-18）. - 東京ディズニーシー『レイジングスピリッツ』における
事故原因および再発防止策について（2012年6月4日）
2. ↑   (PDF).   [2013-06-18]. （原始内容 (PDF)存档于2012-10-18）. 東京ディズニーシー『レイジングスピリッツ』の運営再開について（2012年6月12日）

## 外部連結
- 忿怒雙神（東京迪士尼海洋官方網站）